# (3734) Waland
(3734) Waland (9527 P-L) – planetoida z grupy pasa głównego asteroid okrążająca Słońce w ciągu 4 lat i 203 dni w średniej odległości 2,75 j.a. Została odkryta 17 października 1960 roku.